# Countrywide Classic 1998
Il Countrywide Classic 1998 è stato un torneo di tennis giocato sul cemento. È stata la 71ª edizione del Countrywide Classic (o Mercedes-Benz Cup),  che fa parte della categoria International Series nell'ambito dell'ATP Tour 1998. Il torneo si è giocato a Los Angeles negli USA, dal 27 luglio al 2 agosto 1998.

## Campioni

### Singolare
Andre Agassi ha battuto in finale  Tim Henman con il punteggio di 6–4 6–4

### Doppio
Patrick Rafter /  Sandon Stolle hanno battuto in finale  Jeff Tarango /  Daniel Vacek con il punteggio di 6–4, 6–4